# Heavy Rocks (2002-album)
Heavy Rocks er det fjerde studiealbum af det japanske eksperimentelle band Boris. Albummet blev udgivet den 26. april 2002, og er det første af tre album af bandet med det samme navn, med det to andre album udgivet i henholdsvis 2011 og 2022.

## Spor
| Heavy Rocks | Heavy Rocks                                                       | Heavy Rocks | Heavy Rocks | Heavy Rocks | Heavy Rocks | Heavy Rocks | Heavy Rocks | Heavy Rocks | Heavy Rocks |
| #           | Titel                                                             | Længde      |             |             |             |             |             |             |             |
| ----------- | ----------------------------------------------------------------- | ----------- | ----------- | ----------- | ----------- | ----------- | ----------- | ----------- | ----------- |
| 1.          | "Heavy Friends"                                                   | 4:49        |             |             |             |             |             |             |             |
| 2.          | "Korosu" (殺す)                                                   | 4:48        |             |             |             |             |             |             |             |
| 3.          | "Dyna-Soar"                                                       | 3:44        |             |             |             |             |             |             |             |
| 4.          | "Wareruraido" (ワレルライド)                                      | 2:44        |             |             |             |             |             |             |             |
| 5.          | "Soft Edge"                                                       | 3:50        |             |             |             |             |             |             |             |
| 6.          | "Rattlesnake"                                                     | 2:16        |             |             |             |             |             |             |             |
| 7.          | "Death Valley"                                                    | 6:56        |             |             |             |             |             |             |             |
| 8.          | "Koei" (孤映)                                                     | 3:54        |             |             |             |             |             |             |             |
| 9.          | "Kane -The Bell Tower of a Sign-" (鐘 -The Bell Tower of a Sign-) | 8:28        |             |             |             |             |             |             |             |
| 10.         | "1970"                                                            | 4:58        |             |             |             |             |             |             |             |
| 46:27       |                                                                   |             |             |             |             |             |             |             |             |

## Musikere
- Atsuo - sang, trommer, perkussion
- Takeshi - sang, guitar, basguitar
- Wata - guitar